# Илуридзе, Константин Михайлович
Константин Михайлович Илуридзе (10 мая 1910 года — 1989) — кузнец Тбилисского паровозо-вагоноремонтного завода имени И. В. Сталина Закавказской железной дороги, Грузинская ССР Герой Социалистического Труда.

## Биография
Константин Илуридзе родился 10 мая 1910 года в селе Меджврисхеви Горийского уезда Тифлисской губернии, ныне — край Шида-Картли, Грузия. Член КПСС.
С 1930 года начал трудовую деятельность кузнецом кузнечно-литейного цеха Тифлисского (с 1936 года — Тбилисского) паровозо-вагоноремонтного завода имени И. В. Сталина (ТВРЗ) Закавказской железной дороги. Участник стахановского движения, значился в числе передовых рабочих-стахановцев завода.
За достижения в развитии промышленности и в связи с 20-летним юбилеем установления советской власти в Грузии в феврале 1941 года в числе 38 тружеников республики кузнец Илуридзе К. М. награждён орденом Ленина.
Указом Президиума Верховного Совета СССР от 1 августа 1959 года за выдающиеся успехи, достигнутые в деле развития железнодорожного транспорта, Илуридзе Константину Михайловичу присвоено званиеГероя Социалистического Труда с вручением ордена Ленина и медали «Золотая Звезда».
Достигнув пенсионного возраста в 1970 году, продолжал трудиться кузнецом. В 1983 году за успехи в выполнении заданий по ремонту подвижного состава, он среди 12 тружеников Тбилисского электровагоноремонтного завода (ТЭВРЗ) был награждён орденом Трудового Красного Знамени.
С 1985 года — на пенсии, его трудовой стаж на одном предприятии составил более полувека.
Избирался депутатом Верховного Совета Грузинской ССР 2-го и 3-го созывов и делегатом XIX съезда КПСС (1952).
Почётный гражданин Тбилиси.
Жил и работал в столице Грузинской ССР — городе Тбилиси. Скончался в 1989 году.
Награждён 2 орденами Ленина (24.02.1941; 01.08.1959), орденом Трудового Красного Знамени (07.07.1983), медалями, в том числе «За оборону Кавказа» (01.05.1944), а также знаком «Почётный железнодорожник» (07.11.1937).

## Награды
- Медаль Серп и Молот[2]
- Орден Ленина (24.02.1941)
- Орден Ленина(01.08.1959)
- Орден Трудового Красного Знамени(07.07.1983)[1]
- Орден Отечественной войны II степени(1985)

- медали, в том числе:
  - «В ознаменование 100-летия со дня рождения Владимира Ильича Ленина» (6 апреля 1970)
  - «За победу над Германией» (9 мая 1945[3]).
  - «За оборону Кавказа»(1.05.1944)[1]
  - «20 лет Победы в Великой Отечественной войне 1941—1945 гг.» (7 мая 1965[4])
  - «30 лет Победы в Великой Отечественной войне 1941—1945 гг.»[5]
  - «Ветеран труда»
  - «30 лет Советской Армии и Флота»[6]
  - «40 лет Вооружённых Сил СССР»[7]
  - «50 лет Вооружённых Сил СССР» (26 декабря 1967[8])
  - «60 лет Вооружённых Сил СССР» (28 января 1978[9])

- Знак «25 лет победы в Великой Отечественной войне» (1970)

## Память
- Его имя увековечено в Главном Храме Вооружённых сил России, и навсегда запечатлено на мемориале «Дорога памяти»[10].